# Irena Pospiszyl
Irena Pospiszyl (ur. 5 grudnia 1958) – profesor APS, kieruje Zakładem Psychopedagogiki Resocjalizacyjnej Akademii Pedagogiki Specjalnej im. Marii Grzegorzewskiej w Warszawie. Polska pedagog resocjalizacyjna i patolog społeczny. Jako pierwsza opisała Syndrom Atlasa -dezadaptacyjny zespół przystosowawczy. 

## Życiorys.
W roku 1983 ukończyła studia magisterskie w Wyższej Szkole Pedagogiki Specjalnej w Warszawie w zakresie pedagogiki specjalnej ze specjalnością resocjalizacja społecznie niedostosowanych. Pracowała następnie jako wychowawca w Sanatorium Neuropsychiatrycznym dla Dzieci w Józefowie k/ Warszawy. W 1986 roku została nauczycielem akademickim. 
Stopień doktora uzyskała w 1992 roku na Wydziale Pedagogicznym Uniwersytetu Warszawskiego na podstawie rozprawy pt. „Aktywność życiowa kobiet ofiar przemocy wewnątrzmałżeńskiej”. Jej promotorem był prof. Tadeusz Pilch. Habilitację  uzyskała w 2004 roku na tym samym wydziale za pracę pt. „Ofiary chroniczne – przypadek czy konieczność”. 

## Wybrane publikacje
- Przemoc w rodzinie. Warszawa, WSiP (1994, 1998, 2000)
- The Victimization Susceptibility of Prisoners, Euro Criminology, 12, s. 117–129 (1998)
- Ofiary chroniczne – przypadek czy konieczność. Warszawa, APS (2003)
- Kobiety – sprawczynie seksualnego wykorzystywania dzieci „Dziecko krzywdzone” nr 7. (2008)
- The Victims Syndrome – The universal and permanent nature of status of a victims. W: Lipiński S., „Aggression and Psychical Health”. Nitra 2009
- The Life Activity of Women-Victims of Domestic Violence as a Determinant of Victimisation Susceptibility. W: Barbara Wysoczańska-Widera, "Interpersonal trauma and its consequences in adulthood" (2010), London, Cambridge Scholar Pub.
- Zastosowanie teorii gier w resocjalizacji. W: B. Urban  (red.), Aktualne osiągnięcia w naukach społecznych a teoria i praktyka resocjalizacyjna, Kraków 2010 wyd. UJ. (2010)
- Artyści i dewianci – wspólne korzenie zachowań kreatywnych. W; Anna Kieszkowska  „Tożsamość osobowa dewiantów a ich reintegracja społeczna.” Kraków wyd. Impuls. (2011)
- Syndrom Atlasa, czyli pułapki dynamicznych strategii obronnych. W B. Urban., M. Konopczyński „Profilaktyka i probacja w środowisku lokalnym”. Kraków, Wyd. UJ. (2012)
- Syndrom Atlasa.  O tych którzy byli silni zbyt długo, Warszawa, PWN (2019).